# Шиньша
Шиньша (мар. Шеҥше) — село в Моркинском районе Республики Марий Эл России. Административный центр одноимённого сельского поселения.
Численность населения — 1165 (2010) человек.

## География
Село находится в 26 км к востоку от центра муниципального района — пгт Морки. Расположено на берегах реки Шиньшинка, притока Шоры.

## История
В экономических примечаниях Царевококшайского уезда XVIII века отмечена деревня «Тушак, Шеншатож» с 37 дворами. В 1763 году здесь насчитывалось 110 душ мужского пола.
Позже сюда переселились из деревни Малая Кушня. В 1845 году было открыто сельское приходское училище. В 1859 году в селе Богородское (Тушак Шинша) находилось 78 дворов, проживали 143 мужчины и 194 женщины.
В начале XX века в селе Шиньша числилось 79 дворов, 206 мужчин, 205 женщин. Крестьянин Ф. Михайлов имел ветряную мельницу, конно-обдирочная мельница была у И. Михайлова. На реке Шора работала водяная мельница крестьянина из села Большая Атня Казанского уезда.
В 1917 году в селе работал фельдшерский пункт. В 1919 году организуется сельский комитет бедноты. Организатором стал И. П. Петров. Он был первым председателем Марийского облисполкома и репрессирован в 1938 году.
В 1921 году была организована сельхозкоммуна им. Петрова. 21 июня 1924 года основано Шиньшинское сельскохозяйственное кредитное товарищество с 123 членами.
В 1924 году в селе проживало 582 человека, из них — 523 мари, остальные — русские. Имелись противопожарный сарай, 1 машина, противопожарные инструменты. В 1926—1927 годах фельдшерский пункт преобразован в амбулаторно-врачебный пункт. В 1927 году построено деревянное здание Шиньшинской больницы.
В 1929 году организована изба-читальня.
В марте 1929 года образован колхоз «Ушнымаш», куда вошло 11 хозяйств. В 1932 году колхоз разделился на два хозяйства: колхоз «Ушнымаш» (село Шиньша) и колхоз им. Петрова (деревня Нижняя Шиньша).
В 1932 году в селе проживали 614 человек, из них — 580 мари, остальные — русские.
До апреля 1935 года в селе Шиньша действовала православная церковь. Деревянная Казанско-Богородицкая церковь первоначально построена в 1836 году на средства прихожан и при участии благотворителей. Но в 1880 году она сгорела и вместо неё в 1888 году построено другое деревянное здание церкви.
В годы Великой Отечественной войны из села ушли на фронт 283 человека, вернулись 137.
В 1944 году в селе Шиньша был открыт детский дом. Потом его перевели в ныне несуществующую деревню Алексеевка, что в 10 км от села Шиньша. В 1946 году при Шиньшинской школе открыта семилетняя школа сельской молодежи. Обучение велось на марийском языке.
В 1951 году организована Шиньшинская МТС. Начал работать в 1954 году Шиньшинский маслозавод, который подчинялся Моркинскому маслозаводу.
В 1967 году в селе поставлен памятник воинам, погибшим в годы Великой Отечественной войны.
В 1973 году Указом Президиума Верховного Совета Марийской АССР в состав села Шиньша вошла деревня Нижняя Шиньша.
В 1980 году в селе Шиньша Шиньшинского сельсовета находилось 340 хозяйств, проживали 584 мужчины и 704 женщины. В селе находилась центральная усадьба колхоза им. Ленина.
В 2004 году в селе Шиньша проживали 1328 человек, имелось 418 хозяйств, из них 29 — пустующие. Дома в селе деревянные и каменные.

## Население
| 2010 |
| ---- |
| 1165 |

## Экономика

### Сельское хозяйство
- Сельскохозяйственная артель «Передовик».

### Транспорт
Находится в 1 километре от автодороги регионального значения 88К-017 Морки — Уньжинский — Параньга.
Имеет автобусное сообщение с Шоруньжей, Морками, Йошкар-Олой, Казанью.

## Образовательно-воспитательные учреждения
- Шиньшинская средняя общеобразовательная школа Архивная копия от 3 ноября 2016 на Wayback Machine.
- Школа-сад.

## Культура
- Шиньшинский социально-культурный комплекс.
- Шиньшинская библиотека.

## Здравоохранение
- Шиньшинская врачебная амбулатория.
- Шиньшинский ветеринарный участок.

## Религия
Церковь Казанской иконы Божией Матери
В 2011 году на сходе местных жителей было решено начать строительство храма. В течение трёх лет на средства верующих был возведен деревянный храм. В 2014 году были завершены окончательные работы: обустройство внутреннего помещения, поставлен иконостас. Освящна церковь 14 июня 2014 года. В 2016 году начато строительство здания трапезной и воскресной школы.

## Связь
- Шиньшинское отделение почтовой связи.

## Известные уроженцы
- Кузнецов Семён Иванович (1925—1987) — советский государственный и хозяйственный деятель. Председатель колхоза имени В. И. Ленина Моркинского района Марийской АССР (1953—1960, 1966—1980). Депутат Верховного Совета СССР IX созыва (1974—1979). Участник Великой Отечественной войны. Член ВКП(б).
- Смирнов Аркадий Григорьевич (род, 1934) — марийский советский и российский учёный-педагог, кандидат психологических наук, профессор. Заведующий кафедрой педагогики и психологии (1983―2008), декан факультета психологии и безопасности жизнедеятельности Марийского государственного университета (2008―2010). Заслуженный работник высшей школы Российской Федерации (2005).